# Paraskewa Gantschewa
Paraskewa Nikolowa Gantschewa (bulgarisch Параскева Ганчева, englisch Paraskeva Gancheva; * 26. Januar 1905 in Tironow, 26. Dezember 1905jul. / 8. Januar 1906greg. in Sofia, † nach November 1968) war eine bulgarische Architektin. Sie gehörte zu den Pionierinnen des Berufszweiges in ihrem Land.

## Leben und Werk
Ihr Vater war in den Jahren 1920 bis 1933 Ingenieur und Abteilungsleiter in der Zentrale der staatlichen bulgarischen Eisenbahngesellschaft (BDŽ). Sie besuchte ein Gymnasium in Sofia und machte 1924 den Abschluss mit Auszeichnung. Sie studierte von 1924 bis 1929 Architektur an der TH München bei German Bestelmeyer. Ihr Praktisches Jahr absolvierte sie 1926/27 im Ministerium für öffentliche Gebäude, Straßen und öffentliche Arbeiten (MOSPB). Sowohl das Vordiplom als auch das Diplom bestand sie mit „Gut“. Nach ihrer Rückkehr aus München war sie zunächst von 1929 bis 1932 in der Bauabteilung des BDŽ angestellt. Danach wechselte sie 1932 bis 1934 zum MOSPB. 1934 bis 1936 wirkte sie als freiberufliche Designerin und Architektin des Jagdbundes. Ab 1936 arbeitete sie an der Abteilung für Architektur und Städtebau (SGNS). In den Jahren 1944 bis 1947 bearbeitete sie das Themengebiet Straßenraum und Fassaden. Sie leitete 1947 bis 1958 die Abteilungen für „Lagepläne und Gestaltung der Straßenfassaden“ und 1947 bis 1958 die Abteilung für „Künstlerische Gestaltung von Sofia“. In den 1930er Jahren war sie insbesondere von der „Neuen Sachlichkeit“ in Deutschland beeinflusst.

## Bauten (Auswahl)
- ohne Jahr Verkaufspavillon für Obst, Bahnhof Saranbey[2]
- 1937–1940 Städtisches Krankenhaus Sofia, Personalbau[2]
- 1938–1949 Städtisches Krankenhaus Sofia, Tuberkuloseklinik[3]
- 1948–1958 Öffentliche Bibliothek und Kino „G. S. Rakowski“ in Sofia, mit A. Dubovik und W. Tschechlarow[2]

## Ausstellungen (Auswahl)
- 2006 PRESENCES / ABSENCES Women Artists and Architects in the Modern Art of Bulgaria, Sofia[4]